# Еліптичні функції Веєрштрасса
Еліптичні функції Веєрштрасса — одні з найпростіших еліптичних функцій. Цей клас функцій названий на честь Карла Веєрштрасса. Також їх називають {\displaystyle \wp }-функціями Веєрштрасса, і використовують для їх позначення символ {\displaystyle \wp } (стилізоване P).

## Визначення
Нехай задана деяка ґратка {\displaystyle \Gamma } в {\displaystyle \mathbb {C} }. Тоді {\displaystyle \wp }-функцією Веєрштрасса на ній називається мероморфна функція, задана як сума ряду
{\displaystyle \wp _{E}(z)={\frac {1}{z^{2}}}+\sum _{w\in \Gamma \setminus \{0\}}\left({\frac {1}{(z-w)^{2}}}-{\frac {1}{w^{2}}}\right).}
Можна побачити, що така функція буде {\displaystyle \Gamma }-періодичною на {\displaystyle \mathbb {C} }, і тому є мероморфною функцією на {\displaystyle E}.
Ряд, що задає функцію Веєрштрасса є, в певному значенні, «регуляризованою версією» розбіжного ряду, {\displaystyle \sum _{w\in \Gamma }{\frac {1}{(z-w)^{2}}}} — «наївної» спроби задати {\displaystyle \Gamma }-періодичну функцію. Цей ряд є абсолютно розбіжним (а за відсутності природного порядку на {\displaystyle \Gamma } має сенс говорити тільки про абсолютну збіжність) при всіх z, оскільки при фіксованому z і при великих w модулі його членів поводяться як {\displaystyle {\frac {1}{|w|^{2}}}}, а сума {\displaystyle \sum _{w\in \Gamma }{\frac {1}{|w|^{2}}}} по двовимірних ґратках {\displaystyle \Gamma } є розбіжною.

### Варіанти визначення
Задаючи ґратку {\displaystyle \Gamma } її базисом {\displaystyle \Gamma =\{m\omega _{1}+n\omega _{2}\mid m,n\in \mathbb {Z} \}}, можна записати
{\displaystyle \wp (z;\omega _{1},\omega _{2})={\frac {1}{z^{2}}}+\sum _{(m,n)\in \mathbb {Z} ^{2}\setminus \{(0,0)\}}\left({\frac {1}{(z-m\omega _{1}-n\omega _{2})^{2}}}-{\frac {1}{(m\omega _{1}+n\omega _{2})^{2}}}\right).}
Також, оскільки функція Веєрштрасса як функція трьох змінних однорідна {\displaystyle \wp (az;a\omega _{1},a\omega _{2})=a^{-2}wp(z;\omega _{1},\omega _{2})}, позначивши {\displaystyle \tau =\omega _{2}/\omega _{1}}, має місце рівність:
{\displaystyle \wp (z;\omega _{1},\omega _{2})=\omega _{1}^{-2}\wp (z/\omega _{1};1,\tau ).}
Тому розглядають
{\displaystyle \wp (z;\tau )=\wp (z;1,\tau )={\frac {1}{z^{2}}}+\sum _{(m,n)\in \mathbb {Z} ^{2}\setminus \{(0,0)\}}\left({\frac {1}{(z-m-n\tau )^{2}}}-{\frac {1}{(m+n\tau )^{2}}}\right).}

## Властивості
- Функція Веєрштрасса {\displaystyle \wp _{E}:E\mapsto {\widehat {\mathbb {C} }}} — парна мероморфна функція, з єдиним полюсом другого порядку в точці 0.
- Скориставшись розкладом {\displaystyle {\frac {1}{(w-z)^{2}}}={\frac {1}{w^{2}}}+\sum \nolimits _{j=1}^{\infty }{\frac {j+1}{w^{j+2}}}z^{j}} і посумувавши по {\displaystyle w\in \Gamma \setminus \{0\}}, можна одержати розклад в точці {\displaystyle z=0} функції Веєрштрасса в ряд Лорана:

{\displaystyle \wp _{E}(z)={\frac {1}{z^{2}}}+\sum _{k=2}^{\infty }(2k+1)G_{2k}(\Gamma )z^{2k-2},}
де {\displaystyle G_{2k}(\Gamma )=\sum _{w\in \Gamma \setminus \{0\}}w^{-2k}}  — ряди Ейзенштейна для ґратки {\displaystyle \Gamma } (відповідні непарні суми рівні нулю).
Проте, коефіцієнти при {\displaystyle z^{2}} і {\displaystyle z^{4}} часто записують в іншій, традиційній формі:
{\displaystyle \wp _{E}(z)={\frac {1}{z^{2}}}+{\frac {1}{20}}g_{2}(\Gamma )z^{2}+{\frac {1}{28}}g_{3}(\Gamma )z^{4}+\dots ,}
де {\displaystyle g_{2}} і {\displaystyle g_{3}} — модулярні інваріанти ґратки {\displaystyle \Gamma }:
{\displaystyle g_{2}(\Gamma )=60G_{4}(\Gamma ),\quad g_{3}(\Gamma )=140G_{6}(\Gamma ).}

## Диференціальні і інтегральні рівняння

### Диференціальні рівняння
З визначеними раніше позначеннями, ℘ функція задовольняє наступне диференціальне рівняння:
{\displaystyle [\wp '(z)]^{2}=4[\wp (z)]^{3}-g_{2}\wp (z)-g_{3},}.

### Інтегральні рівняння
Еліптичні функції Веєрштрасса можуть бути подані через обертання еліптичних інтегралів. Нехай
{\displaystyle u=\int _{y}^{\infty }{\frac {ds}{\sqrt {4s^{3}-g_{2}s-g_{3}}}}.}
де g2 і g3 приймаються константами. Тоді
{\displaystyle y=\wp (u).}

## Модулярний дискримінант

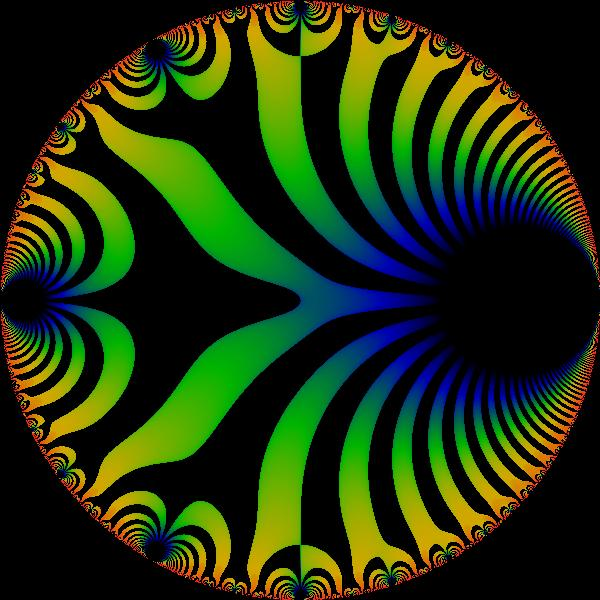
Дійсна частина дискримінанта як функція від на одиничному крузі

Модулярний дискримінант {\displaystyle \Delta } еліптичної функції Веєрштрасса означується як дискримінант многочлена в правій частині диференціального рівняння наведеного вище:
{\displaystyle \Delta =g_{2}^{3}-27g_{3}^{2}.}
Дискримінант є модулярною формою ваги 12. Це означає, що під дією модулярної групи він перетворюється за правилом
{\displaystyle \Delta \left({\frac {a\tau +b}{c\tau +d}}\right)=\left(c\tau +d\right)^{12}\Delta (\tau )}
де {\displaystyle a,b,d,c\in \mathbb {Z} } такі, що {\displaystyle ad-bc=1}.
Справедлива рівність {\displaystyle \Delta =(2\pi )^{12}\eta ^{24}}, де {\displaystyle \eta } позначає ета-функцію Дедекінда.
Коефіцієнти Фур'є розкладу {\displaystyle \Delta } в ряд по степенях {\displaystyle q=e^{\pi i\tau }} визначаються через тау-функцію Рамануджана.

## Додаткові властивості
Для еліптичних функцій Веєрштрасса виконується:
{\displaystyle \det {\begin{bmatrix}\wp (z)&\wp '(z)&1\\\wp (y)&\wp '(y)&1\\\wp (z+y)&-\wp '(z+y)&1\end{bmatrix}}=0}
(або в більш симетричній формі
{\displaystyle \det {\begin{bmatrix}\wp (u)&\wp '(u)&1\\\wp (v)&\wp '(v)&1\\\wp (w)&\wp '(w)&1\end{bmatrix}}=0}
де {\displaystyle u+v+w=0}).
Також
{\displaystyle \wp (z+y)={\frac {1}{4}}\left\{{\frac {\wp '(z)-\wp '(y)}{\wp (z)-\wp (y)}}\right\}^{2}-\wp (z)-\wp (y).}
і
{\displaystyle \wp (2z)={\frac {1}{4}}\left\{{\frac {\wp ''(z)}{\wp '(z)}}\right\}^{2}-2\wp (z),}
якщо {\displaystyle 2z} не є періодом.

## Вираження довільних еліптичних функцій через функції Веєрштрасса
Будь-яка еліптична функція з періодами {\displaystyle a} і {\displaystyle b} може бути представлена у вигляді
{\displaystyle f(z)=h(\wp (z))+g(\wp (z)){\wp }'(z)}
де h, g — раціональні функції, {\displaystyle \wp (z)} — функція Веєрштрасса з тими ж періодами що і у {\displaystyle f(z)}. Якщо при цьому {\displaystyle f(z)} є парною функцією, то її можна представити у вигляді {\displaystyle f(z)=h(\wp (z))}, де h раціональна. Іншими словами поле еліптичних функцій з фундаментальними періодами {\displaystyle a} і {\displaystyle b} є скінченним розширенням поля {\displaystyle \mathbb {C} } комплексних чисел, з породжуючими елементами {\displaystyle \wp (z)} і {\displaystyle {\wp }'(z)}.